# Danilo Biranj
Danilo Biranj nebo též pouze Biranj je vesnice v Chorvatsku v Šibenicko-kninské župě. Je součástí opčiny města Šibenik, od něhož se nachází asi 8 km jihovýchodně. V roce 2011 zde trvale žilo 442 obyvatel. Nejvíce obyvatel (542) zde žilo v roce 1953. Do roku 1948 se vesnice oficiálně nazývala pouze Biranj, poté byla podle blízkého sídla Danilo přejmenována na Danilo Biranj.
Nedaleko Danila Biranje prochází dálnice A1, severně se rozprostírá pohoří Trtar a hora Krtolin, vysoká 503 m. V okolí se rovněž nachází velké množství větrných elektráren.

## Sousední sídla
| Růžice kompasu | Gradina              | Čvrljevo      | Radonić         | Růžice kompasu |
| Růžice kompasu | Dubrava kod Šibenika | Sever         | Danilo Kraljice | Růžice kompasu |
| Růžice kompasu | Dubrava kod Šibenika | Danilo Biranj | Danilo Kraljice | Růžice kompasu |
| Růžice kompasu | Dubrava kod Šibenika | Jih           | Danilo Kraljice | Růžice kompasu |
| Růžice kompasu |                      | Vrpolje       | Danilo          | Růžice kompasu |